# Renault Modus
Renault Modus – samochód osobowy typu minivan klasy aut miejskich produkowany przez francuską markę Renault w latach 2004 - 2012.

## Historia i opis modelu

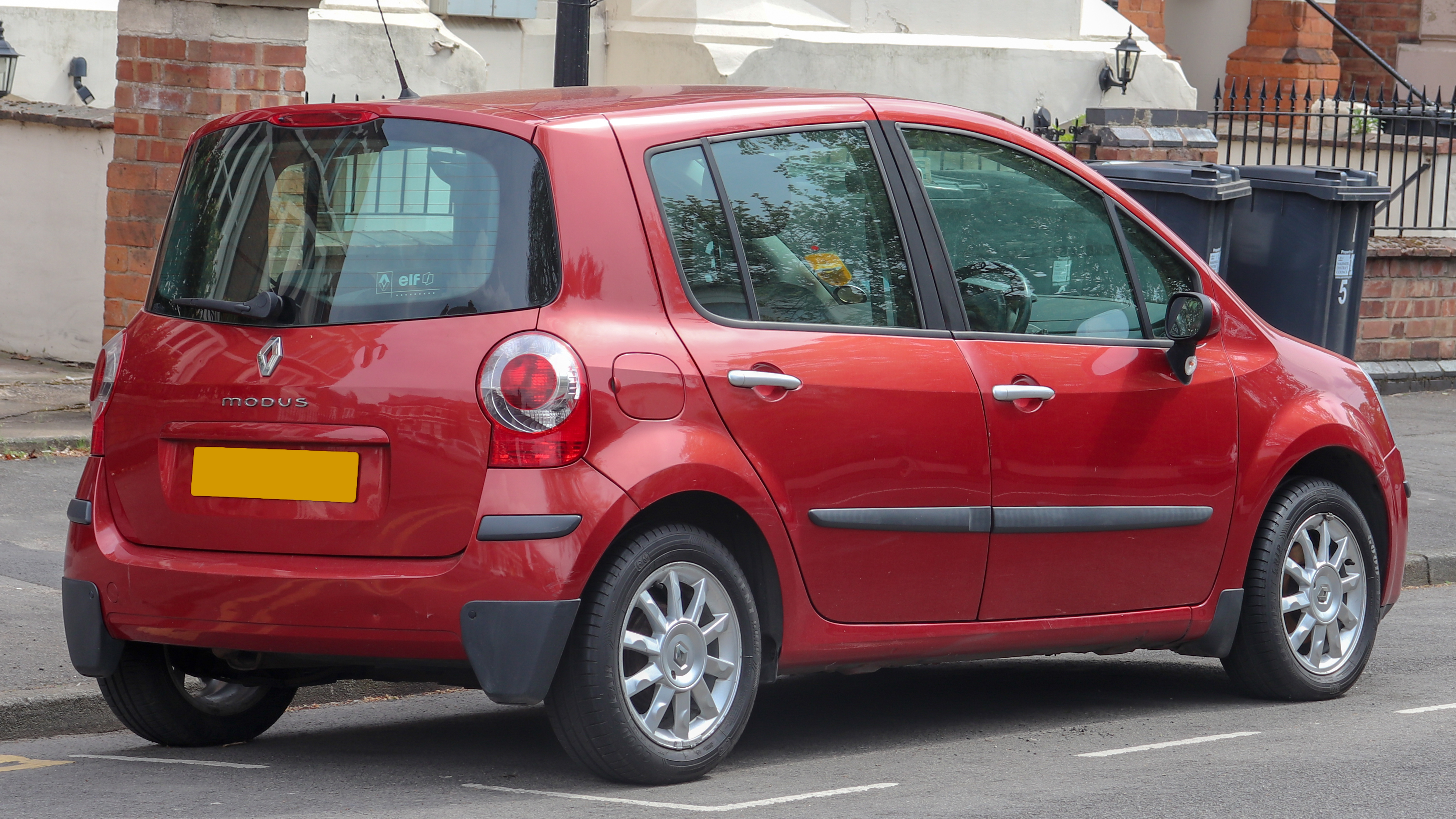
Renault Modus – tył

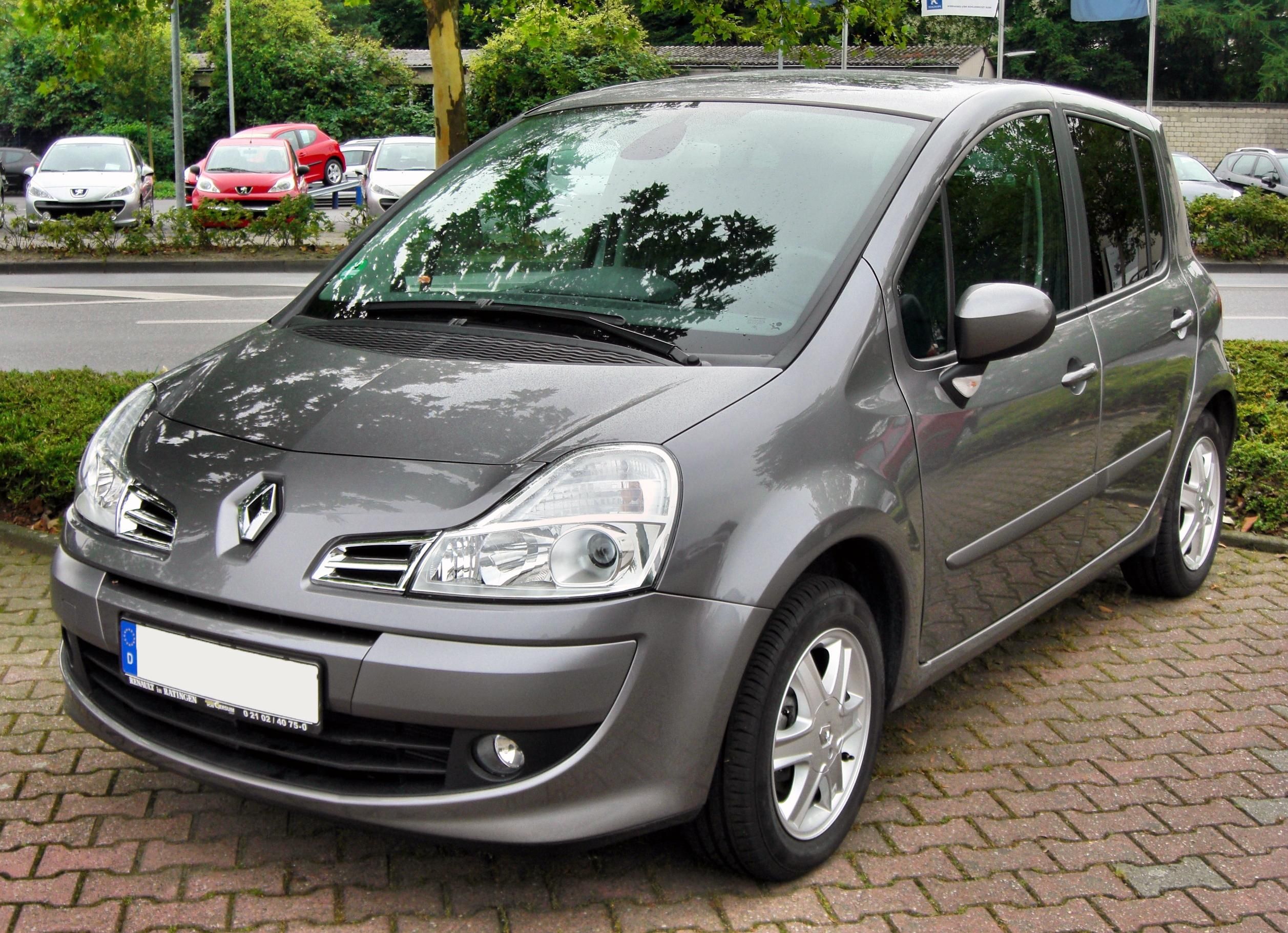
Renault Modus po liftingu

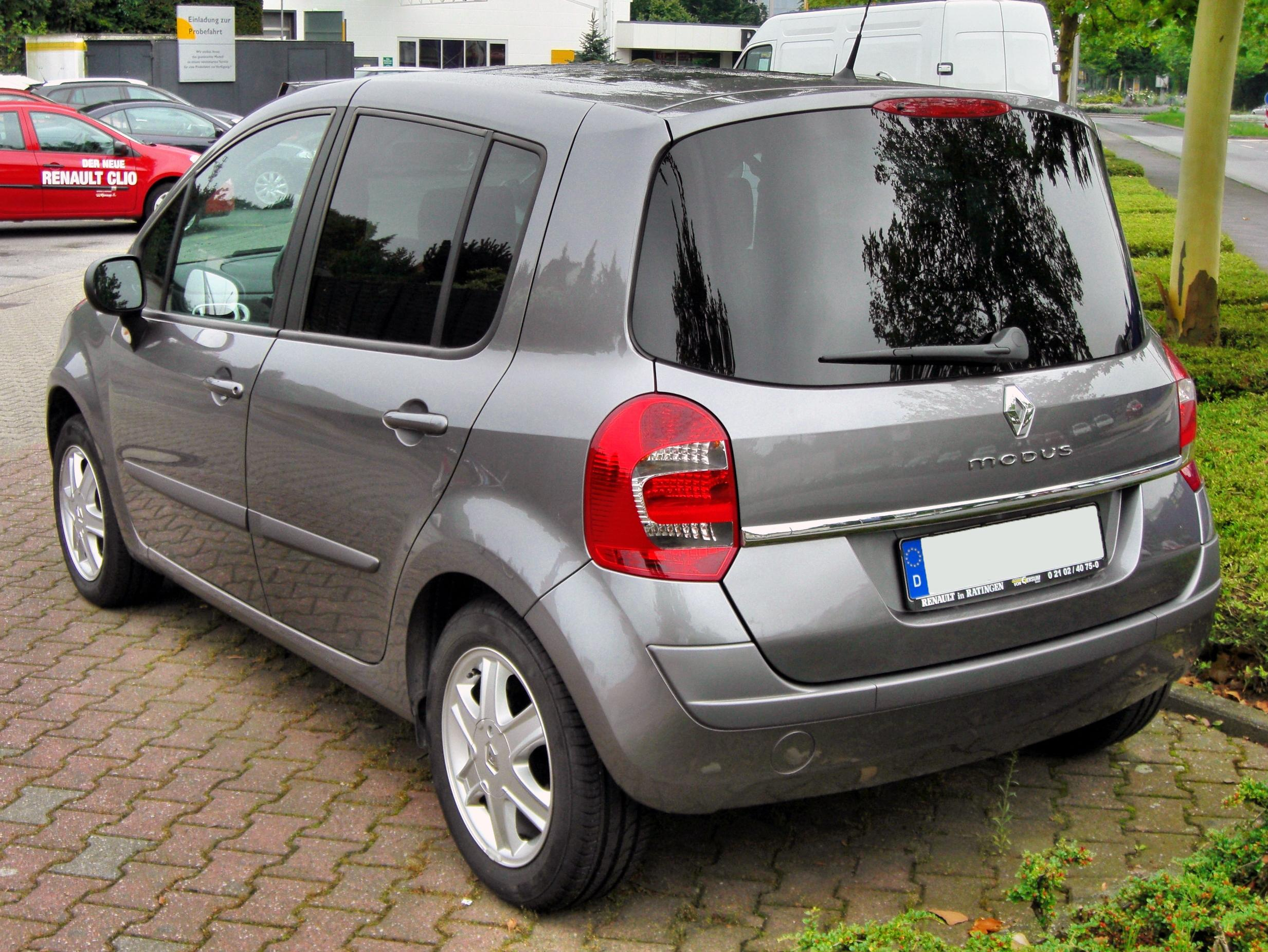
Renault Modus – tył po liftingu

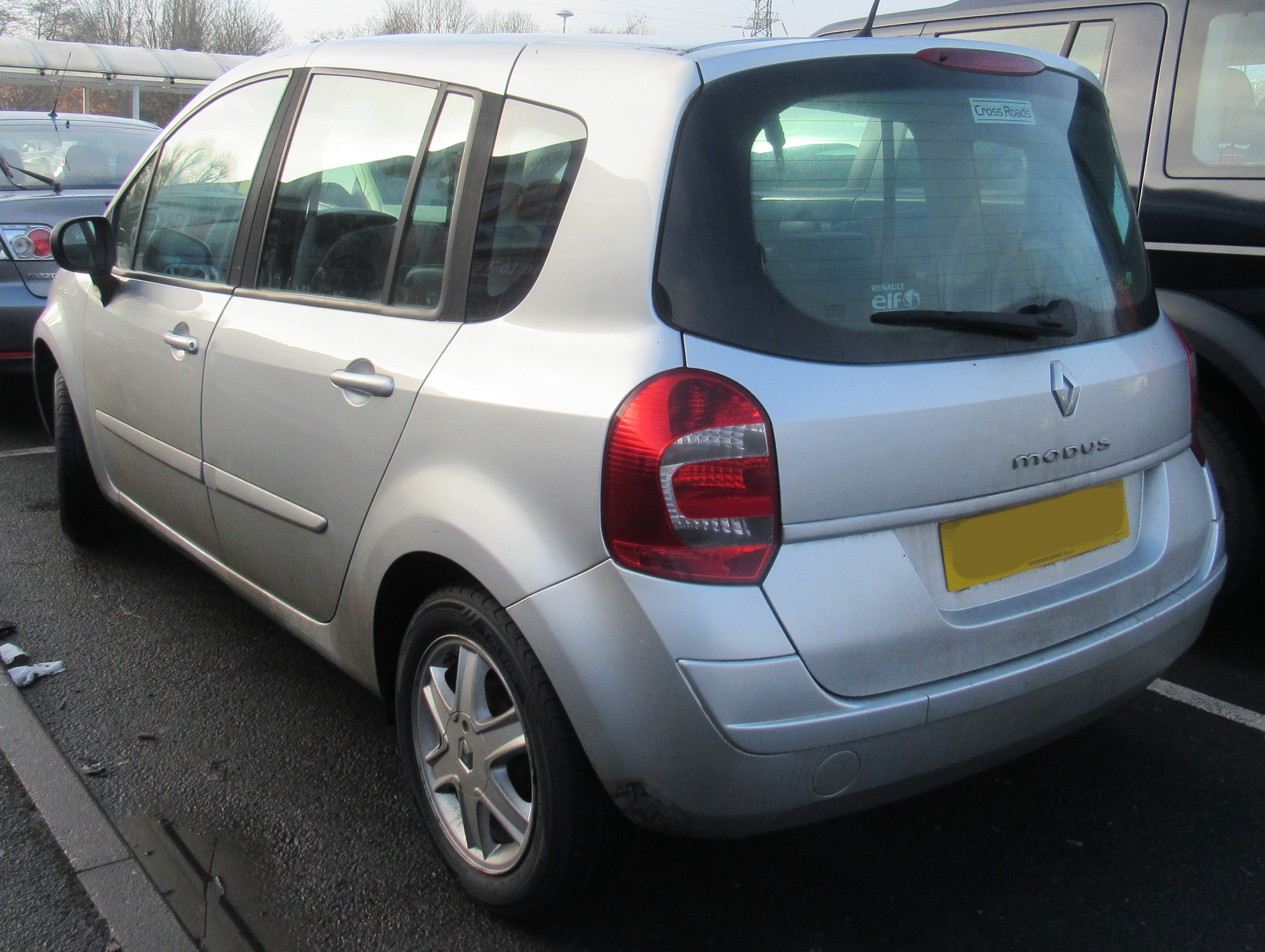
Renault Grand Modus

Pojazd po raz pierwszy zaprezentowano podczas Międzynarodowego Salonu Samochodowego w Genewie w 2004 roku. Auto zbudowano na płycie podłogowej modelu Clio. W 2008 roku przeprowadzono face lifting modelu oraz zaprezentowano większą odmianę pod nazwą Grand Modus. Zmieniono m.in. przedni zderzak, reflektory, atrapę chłodnicy oraz tylne lampy, a także poprawiono dostęp do wymiany przednich żarówek, który przed liftingiem wymagał pomocy fachowca.
Produkcję pojazdu zakończono w 2012 roku, jednak następcę ukazano rok później. Renault Captur reprezentuje inną koncepcję – jest miejskim crossoverem.

### Wersje wyposażeniowe[3]
- Authentique – podstawowa wersja wyposażeniowa w standardzie z ABS, EBA, czterema poduszkami powietrznymi, komputerem pokładowym oraz elektrycznie sterowanymi przednimi szybami
- Expression – wersja Authentique plus manualna klimatyzacja, podgrzewane lusterka, radio CD sterowane z kierownicy
- Dynamique – wersja Expression plus przyciemniona tylna szyba, chromowane i skórzane dodatki, automatyczna klimatyzacja, doświetlanie zakrętów, elektryczne tylne szyby, czujnik deszczu, kurtyny powietrzne
- Exception – wersja Dynamique plus inteligentny tempomat oraz specjalne wykończenie wnętrza

### Dane techniczne
| Wersja                | Silnik:                   | Układ zasilania:    | Średnica × skok tłoka: | St. sprężania:     | Moc maksymalna:                   | Maks. moment obrotowy      | 0–100 km/h:        | V-max:             |
| Silniki benzynowe:    | Silniki benzynowe:        | Silniki benzynowe:  | Silniki benzynowe:     | Silniki benzynowe: | Silniki benzynowe:                | Silniki benzynowe:         | Silniki benzynowe: | Silniki benzynowe: |
| --------------------- | ------------------------- | ------------------- | ---------------------- | ------------------ | --------------------------------- | -------------------------- | ------------------ | ------------------ |
| 1.2                   | R4 1,2 l (1149 cm³), DOHC | wtrysk SMPFi        | 69,00 mm × 76,80 mm    | 9,8:1              | 75 KM (55 kW) przy 5500 obr./min  | 105 N•m przy 4250 obr./min | 13,5 s             | 163 km/h           |
| 1.4                   | R4 1,4 l (1390 cm³), DOHC | wtrysk SMPFi        | 79,50 mm × 70,00 mm    | 10,0:1             | 98 KM (72 kW) przy 5700 obr./min  | 127 N•m przy 4250 obr./min | 11,4 s             | 177 km/h           |
| 1.6                   | R4 1,6 l (1598 cm³), DOHC | wtrysk SMPFi        | 79,50 mm × 80,50 mm    | 10,0:1             | 112 KM (83 kW) przy 6000 obr./min | 151 N•m przy 4250 obr./min | 10,3 s             | 188 km/h           |
| 1.2 TCE (od 2007)     | R4 1,2 l (1149 cm³), DOHC | wtrysk SMPFi, turbo | 69,00 mm × 76,80 mm    |                    | 101 KM (74 kW) przy 5500 obr./min | 145 N•m przy 3000 obr./min | 11,2 s             | 182 km/h           |
| Silniki wysokoprężne: |                           |                     |                        |                    |                                   |                            |                    |                    |
| 1.5 dCi               | R4 1,5 l (1461 cm³), SOHC | common rail         | 76,00 mm × 80,50 mm    | 17,9:1             | 79 KM (58 kW) przy 4000 obr./min  | 185 N•m przy 2000 obr./min | 13,4 s             | 168 km/h           |
| 1.5 dCi               | R4 1,5 l (1461 cm³), SOHC | common rail         | 76,00 mm × 80,50 mm    | 17,9:1             | 68 KM (50 kW) przy 4000 obr./min  | 160 N•m przy 1700 obr./min | 15,3 s             | 158 km/h           |
| 1.5 dCi               | R4 1,5 l (1461 cm³), SOHC | common rail         | 76,00 mm × 80,50 mm    | 17,9:1             | 86 KM (63 kW) przy 4000 obr./min  | 185 N•m przy 1900 obr./min | 13 s               | 171 km/h           |